# The Big Bang (film, 2010)
Pour les articles homonymes, voir Big Bang (homonymie).
Pour plus de détails, voir Fiche technique et Distribution.
The Big Bang est un film américain réalisé par Tony Krantz, sorti en 2010.

## Synopsis
Un détective privé est engagé pour retrouver une strip-teaseuse. Ses recherches vont lui réserver son lot de surprises et d'action.

## Fiche technique
- Titre : The Big Bang
- Réalisation : Tony Krantz
- Scénario : Erik Jendresen (en)
- Production : Tony Krantz et Erik Jendresen
- Musique : Johnny Marr
- Pays d'origine :  États-Unis
- Genre : Action / Thriller / Film noir
- Durée : 101 minutes
- Date de sortie : 
  -  États-Unis 24 mai 2011 (Direct-To-Video)
  -  France 20 juillet 2011 (Direct-To-Video)

## Distribution

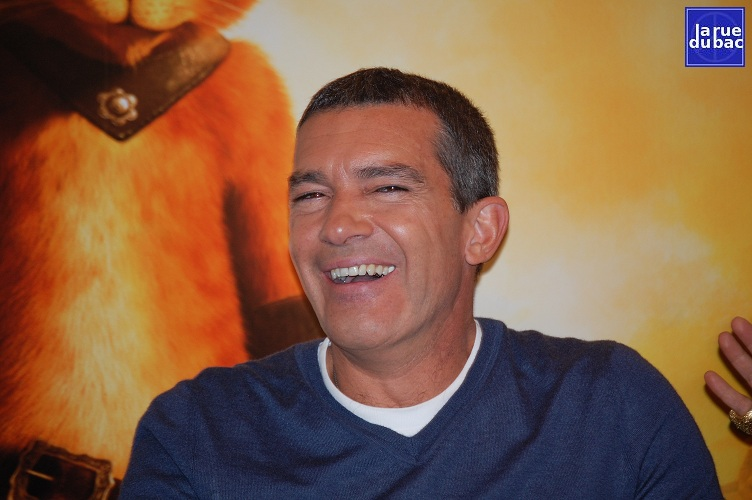
L'acteur principal Antonio Banderas, l'année de tournage du film.

- Antonio Banderas (VF : Loïc Houdré) : Ned Cruz
- Thomas Kretschmann (VF : Michael Cermeno) : Frizer
- William Fichtner (VF : Olivier Peissel) : Poley
- Sienna Guillory (VF : Elsa De Breyne) : Julie Kestral / Lexie Persimmon
- Autumn Reeser (VF : Caroline Lemaire) : Fay Neman
- Sam Elliott (VF : Christian Renault) : Simon Kestral
- Delroy Lindo (VF : Eric Bonicatto) : Skeres
- James Van Der Beek : Adam Nova
- Rebecca Mader : Zooey Wigner
- Jimmi Simpson (VF : Jean-Paul Szybura) : Niels Geck
- Robert Maillet (VF : Jean-Philippe D'Angelo) : Anton 'The Pro' Protopov

Direction artistique VF : Caroline Lemaire
Source VF : carton de doublage